# Arthur Edwin Kennelly
Arthur Edwin Kennelly (født 17. december 1861 i Indien, død 18. juni 1939 i Boston, Massachusetts) var en indiskfødt, amerikansk elektroingeniør, som forudsagde eksistensen af elektrisk ladede lag i jordens atmosfære. I 1902, efter Guglielmo Marconis eksperimenter med radiobølger, opdagede han at disse bølger kunne nå ud over Jordens horisont, og han mente, at det skyldtes tilbagekastning fra ioniserede lag højt oppe i atmosfæren. Den engelske fysiker Oliver Heaviside formulerede uafhængigt heraf en tilsvarende antagelse, og lagene kaldes derfor Kennelly-Heaviside-lagene.